# Saturn-Award-Verleihung 2018
Die 44. Saturn-Award-Verleihung fand am 27. Juni 2018 im kalifornischen Burbank statt. Signifikante Änderung war die Einführung einer neuen Kategorie: Beste New-Media-Superheldenserie. Die Nominierungen wurden am 15. März 2018 bekanntgegeben.
Im Filmbereich erhielt Black Panther mit 14 Nominierungen die meisten Nennungen, gefolgt von Star Wars: Die letzten Jedi mit 13 sowie Shape of Water – Das Flüstern des Wassers und Blade Runner 2049 mit jeweils neun. Im Fernsehbereich wurde The Walking Dead siebenmal nominiert, gefolgt von Star Trek: Discovery mit fünf und Game of Thrones, American Horror Story: Cult, Riverdale sowie Twin Peaks mit je vier Nominierungen.
Erfolgreichste Filmproduktion wurde Black Panther mit fünf Auszeichnungen. Star Wars: Die letzten Jedi erhielt drei und Coco – Lebendiger als das Leben! zwei Preise. Im Bereich Fernsehen konnten Better Call Saul und Twin Peaks in drei Kategorien gewinnen. Star Trek: Discovery und The Walking Dead erhielten jeweils zwei Preise.

## Nominierungen und Gewinner

### Film
| Kategorie                    | Preisträger                                                   | Film                                      | Nominierungen |
| ---------------------------- | ------------------------------------------------------------- | ----------------------------------------- | --- |
| Bester Science-Fiction-Film  |                                                               | Blade Runner 2049                         | Alien: Covenant Life Star Wars: Die letzten Jedi Valerian – Die Stadt der tausend Planeten Planet der Affen: Survival |
| Bester Fantasyfilm           |                                                               | Shape of Water – Das Flüstern des Wassers | Die Schöne und das Biest Downsizing Jumanji: Willkommen im Dschungel Kong: Skull Island Paddington 2 |
| Bester Horrorfilm            |                                                               | Get Out                                   | 47 Meters Down Annabelle 2 Better Watch Out Es Mother! |
| Bester Action-/Adventurefilm |                                                               | Greatest Showman                          | Baby Driver Dunkirk Fast & Furious 8 Feinde – Hostiles Kingsman: The Golden Circle |
| Bester Thriller              |                                                               | Three Billboards Outside Ebbing, Missouri | Brawl in Cell Block 99 Mord im Orient Express Die Verlegerin Suburbicon Wind River |
| Bester internationaler Film  |                                                               | Baahubali 2: The Conclusion               | Brimstone The Lodgers Charles Dickens: Der Mann, der Weihnachten erfand The Square Wolf Warrior 2 |
| Bester Independentfilm       |                                                               | Wunder                                    | I, Tonya LBJ Lucky Professor Marston & The Wonder Women Super Dark Times Wonderstruck |
| Bester Animationsfilm        |                                                               | Coco – Lebendiger als das Leben!          | Cars 3: Evolution Ich – Einfach unverbesserlich 3 The Boss Baby Your Name. – Gestern, heute und für immer |
| Beste Comicverfilmung        |                                                               | Black Panther                             | Guardians of the Galaxy Vol. 2 Logan – The Wolverine Spider-Man: Homecoming Thor: Tag der Entscheidung Wonder Woman |
| Beste Regie                  | Ryan Coogler                                                  | Black Panther                             | Guillermo del Toro für Shape of Water – Das Flüstern des Wassers Patty Jenkins für Wonder Woman Rian Johnson für Star Wars: Die letzten Jedi Jordan Peele für Get Out Matt Reeves für Planet der Affen: Survival Denis Villeneuve für Blade Runner 2049 |
| Bestes Drehbuch              | Rian Johnson                                                  | Star Wars: Die letzten Jedi               | Ryan Coogler & Joe Robert Cole für Black Panther Hampton Fancher & Michael Green für Blade Runner 2049 Jordan Peele für Get Out Scott Frank, James Mangold & Michael Green für Logan – The Wolverine Guillermo del Toro & Vanessa Taylor für Shape of Water – Das Flüstern des Wassers Allan Heinberg für Wonder Woman                                                                                            |
| Bester Schnitt               | Bob Ducsay                                                    | Star Wars: Die letzten Jedi               | Michael P. Shawver & Claudia Castello für Black Panther Paul Rubell & Christian Wagner für Fast & Furious 8 Gregory Plotkin für Get Out Michael McCusker & Dirk Westervelt für Logan – The Wolverine Sidney Wolinsky für Shape of Water – Das Flüstern des Wassers |
| Beste Spezialeffekte         | Christopher Townsend Guy Williams Jonathan Fawkner Dan Sudick | Guardians of the Galaxy Vol. 2            | Geoffrey Baumann, Craig Hammack & Dan Sudick für Black Panther John Nelson, Paul Lambert, Richard R. Hoover & Gerd Nefzer für Blade Runner 2049 Stephen Rosenbaum, Jeff White, Scott Benza & Mike Meinardus für Kong: Skull Island Ben Morris, Mike Mulholland, Chris Corbould & Neal Scanlan für Star Wars: Die letzten Jedi Joe Letteri, Dan Lemmon, Daniel Barrett & Joel Whist für Planet der Affen: Survival |
| Beste Musik                  | Michael Giacchino                                             | Coco – Lebendiger als das Leben!          | Ludwig Göransson für Black Panther John Debney & Joseph Trapanese für Greatest Showman Alexandre Desplat für Shape of Water – Das Flüstern des Wassers John Williams für Star Wars: Die letzten Jedi Carter Burwell für Wonderstruck |
| Beste Ausstattung            | Hannah Beachler                                               | Black Panther                             | Sarah Greenwood für Die Schöne und das Biest Dennis Gassner für Blade Runner 2049 Paul Denham Austerberry für Shape of Water – Das Flüstern des Wassers Rick Heinrichs für Star Wars: Die letzten Jedi Hugues Tissandier für Valerian – Die Stadt der tausend Planeten |
| Bestes Kostüm                | Jacqueline Durran                                             | Die Schöne und das Biest                  | Ruth E. Carter für Black Panther Ellen Mirojnick für Greatest Showman Michael Kaplan für Star Wars: Die letzten Jedi Olivier Bériot für Valerian – Die Stadt der tausend Planeten Lindy Hemming für Wonder Woman |
| Bestes Make-Up               | Joel Harlow Ken Diaz                                          | Black Panther                             | Donald Mowat für Blade Runner 2049 John Blake & Brian Sipe für Guardians of the Galaxy Vol. 2 Alec Gillis, Sean Sansom, Tom Woodruff junior & Shane Zander für Es Mike Hill & Shane Mahan für Shape of Water – Das Flüstern des Wassers Peter Swords King & Neal Scanlan für Star Wars: Die letzten Jedi Arjen Tuiten für Wunder                                                                                  |
| Bester Hauptdarsteller       | Mark Hamill                                                   | Star Wars: Die letzten Jedi               | Chadwick Boseman für Black Panther Ryan Gosling für Blade Runner 2049 Hugh Jackman für Logan – The Wolverine Daniel Kaluuya für Get Out Andy Serkis für Planet der Affen: Survival Vince Vaughn für Brawl in Cell Block 99 |
| Beste Hauptdarstellerin      | Gal Gadot                                                     | Wonder Woman                              | Sally Hawkins für Shape of Water – Das Flüstern des Wassers Frances McDormand für Three Billboards Outside Ebbing, Missouri Lupita Nyong’o für Black Panther Rosamund Pike für Feinde – Hostiles Daisy Ridley für Star Wars: Die letzten Jedi Emma Watson für Die Schöne und das Biest |
| Bester Nebendarsteller       | Patrick Stewart                                               | Logan – The Wolverine                     | Harrison Ford für Blade Runner 2049 Michael B. Jordan für Black Panther Michael Keaton für Spider-Man: Homecoming Chris Pine für Wonder Woman Michael Rooker für Guardians of the Galaxy Vol. 2 Bill Skarsgård für Es |
| Beste Nebendarstellerin      | Danai Gurira                                                  | Black Panther                             | Ana de Armas für Blade Runner 2049 Carrie Fisher für Star Wars: Die letzten Jedi Lois Smith für Marjorie Prime Octavia Spencer für Shape of Water – Das Flüstern des Wassers Tessa Thompson für Thor: Tag der Entscheidung Kelly Marie Tran für Star Wars: Die letzten Jedi |
| Bester Nachwuchsschauspieler | Tom Holland                                                   | Spider-Man: Homecoming                    | Dafne Keen für Logan – The Wolverine Sophia Lillis für Es Millicent Simmonds für Wonderstruck Jacob Tremblay für Wunder Letitia Wright für Black Panther Zendaya für Spider-Man: Homecoming |

### Fernsehen
| Kategorie                        | Preisträger          | Serie                 | Nominierungen |
| -------------------------------- | -------------------- | --------------------- | --- |
| Beste Science-Fiction-Serie      |                      | The Orville           | The 100 Colony Doctor Who The Expanse Salvation Akte X – Die unheimlichen Fälle des FBI |
| Beste Fantasyserie               |                      | Outlander             | American Gods Game of Thrones The Good Place Knightfall The Quest – Die Serie The Magicians |
| Beste Horrorserie                |                      | The Walking Dead      | American Horror Story: Cult Ash vs Evil Dead Fear the Walking Dead Preacher The Strain Teen Wolf |
| Beste Action-/Thrillerserie      |                      | Better Call Saul      | The Alienist – Die Einkreisung Animal Kingdom Fargo Into the Badlands Mr. Mercedes Riverdale |
| Beste Superheldenserie           |                      | The Flash             | Arrow Black Lightning Legends of Tomorrow Gotham Marvel’s Agents of S.H.I.E.L.D. Supergirl |
| Beste New-Media-Fernsehserie     |                      | Star Trek: Discovery  | Altered Carbon – Das Unsterblichkeitsprogramm Black Mirror The Handmaid’s Tale – Der Report der Magd Mindhunter Philip K. Dick’s Electric Dreams Stranger Things |
| Beste New-Media-Superheldenserie |                      | Marvel’s The Punisher | Future Man Marvel’s The Defenders Marvel’s Iron Fist Marvel’s Runaways The Tick |
| Beste Animationsserie            |                      | Star Wars Rebels      | Archer BoJack Horseman Wolkig mit Aussicht auf Fleischbällchen Family Guy Rick and Morty Die Simpsons |
| Beste Fernsehpräsentation        |                      | Twin Peaks            | Channel Zero Descendants 2 – Die Nachkommen Doctor Who: Aus der Zeit gefallen Mystery Science Theater 3000: The Return Okja The Sinner |
| Bester TV-Hauptdarsteller        | Kyle MacLachlan      | Twin Peaks            | Jon Bernthal für Marvel’s The Punisher Bruce Campbell für Ash vs Evil Dead Sam Heughan für Outlander Jason Isaacs für Star Trek: Discovery Andrew Lincoln für The Walking Dead Seth MacFarlane für The Orville Ricky Whittle für American Gods                                      |
| Beste TV-Hauptdarstellerin       | Sonequa Martin-Green | Star Trek: Discovery  | Gillian Anderson für Akte X – Die unheimlichen Fälle des FBI Caitriona Balfe für Outlander Melissa Benoist für Supergirl Lena Headey für Game of Thrones Adrianne Palicki für The Orville Sarah Paulson für American Horror Story: Cult Mary Elizabeth Winstead für Fargo           |
| Bester TV-Nebendarsteller        | Michael McKean       | Better Call Saul      | Nikolaj Coster-Waldau für Game of Thrones Miguel Ferrer für Twin Peaks Kit Harington für Game of Thrones Doug Jones für Star Trek: Discovery Christian Kane für The Quest – Die Serie Khary Payton für The Walking Dead Evan Peters für American Horror Story: Cult                 |
| Beste TV-Nebendarstellerin       | Rhea Seehorn         | Better Call Saul      | Odette Annable für Supergirl Dakota Fanning für The Alienist – Die Einkreisung Danai Gurira für The Walking Dead Melissa McBride für The Walking Dead Candice Patton für The Flash Adina Porter für American Horror Story: Cult Krysten Ritter für Marvel’s The Defenders           |
| Bester TV-Gastdarsteller         | David Lynch          | Twin Peaks            | Bryan Cranston für Philip K. Dick’s Electric Dreams Michael Greyeyes für Fear the Walking Dead Jeffrey Dean Morgan für The Walking Dead Rachel Nichols für The Quest – Die Serie Jesse Plemons für Black Mirror Hartley Sawyer für The Flash Michelle Yeoh für Star Trek: Discovery |
| Bester TV-Nachwuchsschauspieler  | Chandler Riggs       | The Walking Dead      | K. J. Apa für Riverdale Millie Bobby Brown für Stranger Things Max Charles für The Strain Alycia Debnam-Carey für Fear the Walking Dead David Mazouz für Gotham Lili Reinhart für Riverdale Cole Sprouse für Riverdale                                                              |

### Homevideo
| Kategorie                                                      | Preisträger | Film/Serie                                         | Nominierungen |
| -------------------------------------------------------------- | ----------- | -------------------------------------------------- | --- |
| Beste DVD- oder Blu-ray-Veröffentlichung                       |             | Dave Made a Maze                                   | 2:22 Colossal Cult of Chucky The Devil’s Whisper The Man from Earth: Holocene |
| Beste DVD- oder Blu-ray-Veröffentlichung einer Special-Edition |             | Die Nacht der lebenden Toten: Criterion Collection | In den Fesseln von Shangri-La: 80th Anniversary Die verlorene Welt: Deluxe Edition Re-Animator: Special Edition Speed Racer: Collector’s Edition Suspiria: 40th Anniversary Edition              |
| Beste Veröffentlichung eines Klassikers                        |             | Das Rettungsboot                                   | Caltiki – Rätsel des Grauens Deluge Der Mephisto-Waltzer The Old Dark House Tobor the Great |
| Beste DVD- oder Blu-ray-Kollektion                             |             | Die komplette Dracula-Kollektion                   | Die fünf OSS-117-Film-Kollektion Die Abbott-und-Costello-Raritäten Adventures of Captain Marvel Die Christopher-Nolan-4K-Kollektion Die Fritz-Lang-Stummfilme Die komplette Die-Mumie-Kollektion |
| Beste DVD- oder Blu-ray-Veröffentlichung einer Fernsehserie    |             | American Gods (Staffel 1)                          | Grimm: Die komplette Serie Detektiv Rockford – Anruf genügt: Die komplette Serie Twin Peaks (Staffel 3) Vampire Diaries: Die komplette Serie Westworld (Staffel 1)                               |